# Ikaros (Failaka)
Ikaros er en gammel græsk by på øen Failaka, i den Persiske Golf.
Rester af bebyggelsen omfatter et stort hellenistisk fort og to græske templer. Der kan have været en handelsstation (Emporion) for kongeriget Characene.
I 2000 f.Kr. bosatte mesopotamere sig på Failaka mindst et århundrede før Dilmun-kulturen. Handelsmænd fra den sumeriske by Ur bosatte sig på Failaka og drev en handelsmæssig virksomhed. Failaka Havde mange bygninger i mesopotamisk stil typisk for dem, der findes i Irak stammende fra omkring 2000 f.Kr.
Begyndende i det 3. årtusinde f.Kr. tilhørte Failaka Dilmun-kulturen. Under Dilmun-æraen (fra omkring 3000 f.Kr.), blev Failaka kendt som "Agarum," Enzaks land, en stor gud i Dilmun-kulturen ifølge sumeriske kileskrift-tekster fundet på øen. Som en del af Dilmun blev Failaka et knudepunkt for civilisationen fra slutningen af 3. til midten af det 1. årtusinde f.Kr. Failaka was settled following 2000 BC after a drop in sea level. Failaka blev afviklet fra 2000 f.Kr. efter et fald i havniveauet.
Efter Dilmun civilisation blev Failaka beboet af kassiter fra Mesopotamien, og var formelt under kontrol af det kassitiske dynasti fra Babylon. [5] Undersøgelser tyder på, at de spor af menneskelig bosættelse, der findes på Failaka, går tilbage til så tidligt som slutningen af 3. årtusinde f.Kr., og vedvarer indtil det 20. århundrede e.Kr. Mange af de genstande, der findes i Falaika er knyttet til mesopotamiske kulturer og synes at vise, at Failaka gradvist blev trukket mod civilisationen baseret i Antiokia.
På et tidspunkt efter Alexander den Stores første fremstød gennem regionen i 331 f.Kr., eller i perioden 324/3 f.Kr. da han vendte tilbage til Mesopotamien, koloniserede de gamle grækere øen, som de kaldte Ikaros efter den græske ø i Det Ægæiske Hav og den mytiske helt Ikaros, tilsyneladende i den tro, at øen havde en lignende form som sin ægæiske modpart. Visse elementer af den græske mytologi blev blandet med de lokale kulter. "Ikaros" var tillige navnet på en fremtrædende by beliggende på Failaka. Rester af bebyggelsen omfatter et stort hellenistisk fort og to græske templer.